# Comuna de Nurzec-Stacja
Nurzec-Stacja (polaco: Gmina Nurzec-Stacja) é uma gminy (comuna) na Polónia, na voivodia de Podláquia e no condado de Siemiatycki. A sede do condado é a cidade de Nurzec-Stacja.
De acordo com os censos de 2004, a comuna tem 4571 habitantes, com uma densidade 21,3 hab/km².

## Área
Estende-se por uma área de 214,96 km², incluindo:
- área agricola: 50%
- área florestal: 43%

## Demografia
Dados de 30 de Junho 2004:
|                      | Total   | Total | Mulheres | Mulheres | Homens  | Homens |
| -------------------- | ------- | ----- | -------- | -------- | ------- | ------ |
|                      | pessoas | %     | pessoas  | %        | pessoas | %      |
| População            | 4571    | 100   | 2278     | 49,8     | 2293    | 50,2   |
| Densidade (pop./km²) | 21,3    | 100   | 10,6     | 10,6     | 10,7    | 10,7   |

De acordo com dados de 2002, o rendimento médio per capita ascendia a 1312,15 zł.

## Subdivisões
- Augustynka, Borysowszczyzna, Chanie-Chursy, Grabarka, Klukowicze, Klukowicze-Kolonia, Litwinowicze, Moszczona Pańska, Nurczyk, Nurzec, Nurzec-Kolonia, Nurzec-Stacja, Siemichocze, Sokóle, Stołbce, Sycze, Tymianka, Werpol, Wólka Nurzecka, Wyczółki, Zabłocie, Zalesie, Żerczyce.

## Comunas vizinhas
- Czeremcha, Mielnik, Milejczyce, Siemiatycze.